# Israël Mano
 (avril 2024).
Israël Mano est un athlète pluridisciplinaire burkinabè né en 1993 à Ouagadougou au Burkina Faso.

## Biographie

### Enfance, études et début
Israël Mano est le cadet d’une famille de six enfants. Il est également coach sportif et a commencé à pratiquer les arts martiaux dès l’âge de 10 ans grâce à ses deux parents qui pratiquaient eux aussi  les arts martiaux. Il pratique  les arts martiaux traditionnels vietnamiens notamment le vovinam viet vodao, qui est son domaine de préférence où il a gagné de nombreuses médailles tant sur le plan national qu’international. En plus du vovinam Viet vodao qui est son domaine de prédilection, il est également pratiquant  de judo, de boxe anglaise, de boxe thaï, du taekwondo, du kung fu wushu, de la lutte traditionnelle, de  la lutte olympique, luta livre, du karaté, du jujitsu brésilien, des arts martiaux mixtes (MMA), et la dernière venue la boxe arabe, etc. 
Comme prix, il a décroché en 2015 au Maroc, le titre de champion d’Afrique dans la catégorie poids lourds puis de nouveau champion d’Afrique à Bamako en 2017. Il a été vice-champion du monde en 2018 à Bruxelles en Belgique. Le sacre mondial viendra le 2 juin 2019 lors des championnats du monde des arts martiaux traditionnels vietnamiens à Marseille en France où il a remporté la médaille d’or. Il a remporté le samedi 22 octobre 2022 a Barheïn face au Français Remy Serge dans la compétition Internationale BRAVE 64, dans la catégorie poids lourd (93kg). Le  samedi 27 janvier 2024 il a été sacré champion national de Sambo dans la catégorie des plus de 98 kg.

## Distinctions
- 2015: Champion d'Afrique au Maroc
- 2017: champion d'Afrique a Bamako
- 2018: Vice champion du monde
- 2019: Champion du monde des arts martiaux traditionnelle[3]
- 2022: Champion de BRAVE 64 à Barheïn
- 2024: Champion national de Sambo